# Фауна Албанії
Фа́уна Алба́нії налічує понад 15 600 видів хребетних та безхребетних тварин. Водночас у першій чверті XXI століття вона залишається однією з найменш вивчених у Європі через складний рельєф країни, війни та політичну закритість у другій половині XX століття. Видовий склад хребетних тварин вивчений краще, а безхребетних почали активно вивчати на початку XXI століття. Безхребетні та фауна прісноводних водойм характеризується високим рівнем ендемізму. Чимало видів тварин перебувають під загрозою зникнення. 571 вид тварин було внесено до регіонального червоного списку Албанії 2013 року, з них 297 безхребетних і 274 хребетних.

## Зоогеографія
Більша частина території Албанії зайнята горами. Приблизно чверть площі країни займають ліси, хоча їхня площа стрімко зменшується з кінця XX століття. Територію країни за ландшафтами поділяють на приморську низовину на заході, гірські райони внутрішньої частини країни, міжгірські низовини.
Фауна країни за складом являє собою суміш центральноєвропейської та середземноморської.
На території Албанії розташовані частини акваторії великих озер: Шкодерське, Преспа, Охридське. Серед них Охридське має одну з найрозмаїтіших у світі фаун з майже 600 видів тварин, причому окремі їхні групи слабко вивчені станом на першу чверть XXI століття, а принаймні 212 видів є ендемічними, переважно кільчасті черви, молюски та ракоподібні. Країна має широку мережу невеликих річок, що стікають з гір та також мають різноманітну фауну.
Албанія має довге (476 км) морське узбережжя Адріатичного та Іонічного морів з кількома невеликими островами, з яких найбільшим є Сазані. Лагуни та заболочені дельти річок формують водно-болотні угіддя, де гніздяться прибережні птахи. У прибережних водах мешкають характерні для північного Середземномор'я види молюсків, ракоподібних, червів, хрящових та кісткових риб, морських черепах, китоподібних ссавців.

## Хребетні
Загалом у Албанії зареєстровано майже 800 видів хребетних тварин.

### Ссавці

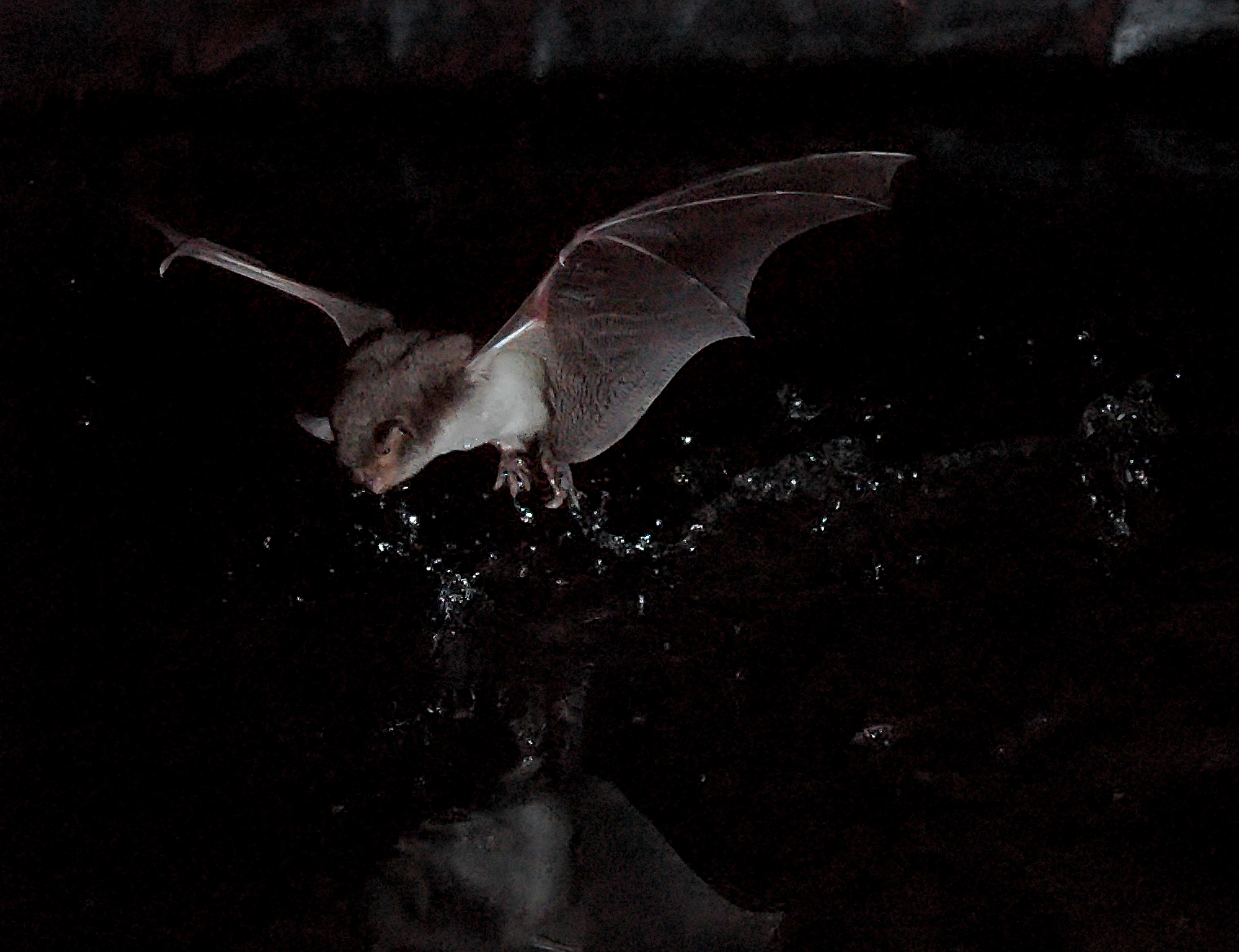
Нічниця довгопала, один з видів албанських кажанів

Описано приблизно 70 видів ссавців Албанії. Серед дрібних ссавців наявні 21 вид гризунів, 6 видів мідицевих та 1 вид їжака — їжак білочеревий.
Хижі представлені великими хижаками — вовком, лисицею,  шакалом, ведмедем бурим, риссю, котом лісовим, а також 6 видами родини тхорових. Серед парнокопитих поширена сарна європейська, популяція якої в середині 1990-х оцінювалася близько 900 особинами, численний кабан, а колись поширений олень благородний вимер локально, як і, ймовірно, лань. Лиликоподібні представлені 20 видами.
До ссавців Албанії належать китоподібні, серед яких найчастіше трапляються афаліна та дельфін білобокий, та єдиний вид ластоногих, тюлень-монах звичайний, які трапляються в морях, що омивають береги країни. Загальна кількість видів ссавців зіставна з кількістю в сусідніх країнах — Чорногорії, Північній Македонії, Греції.

### Птахи

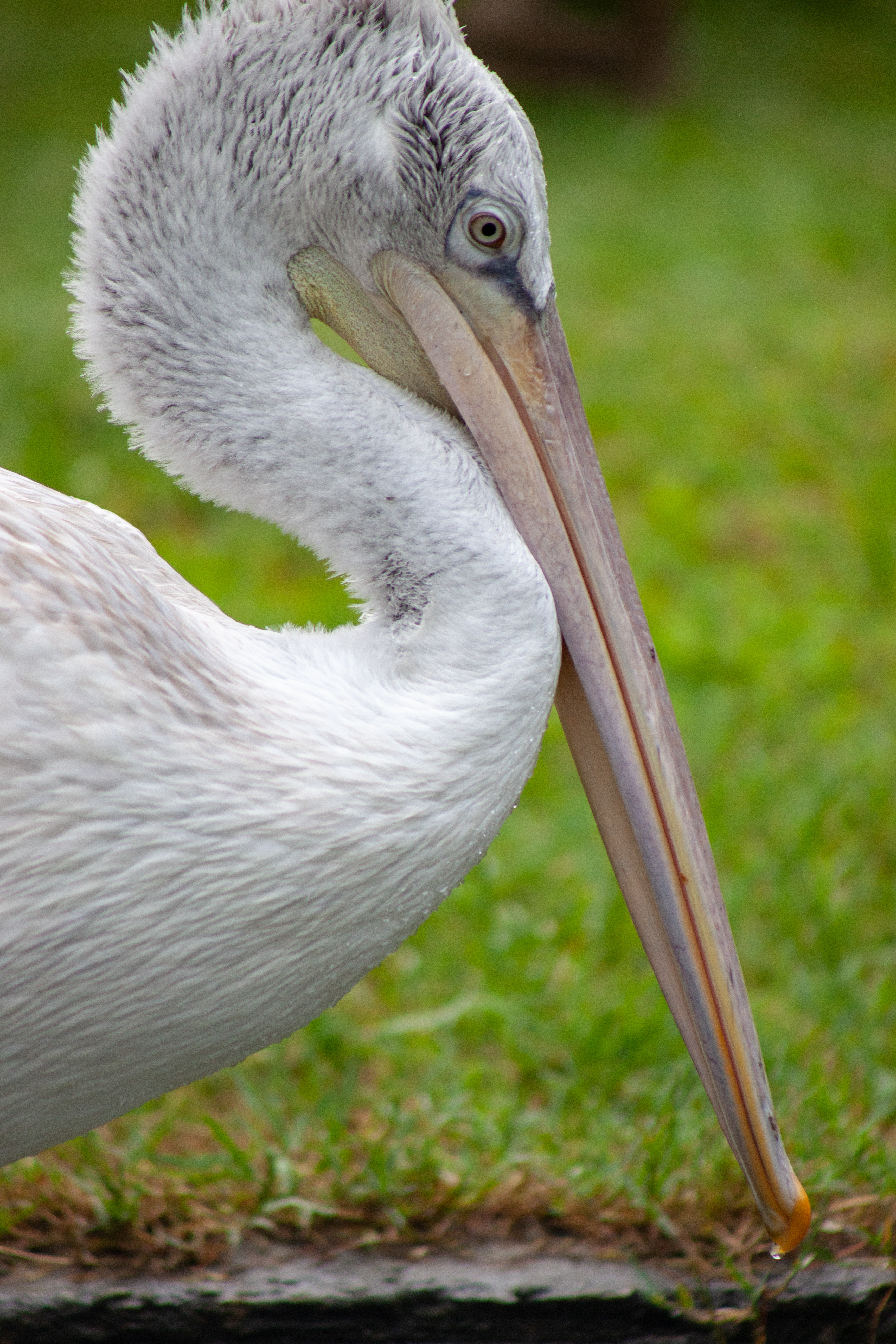
Пелікан кучерявий, Албанія

На території країни зареєстровано понад 350 видів птахів. Серед важливих для охорони природи видів — пелікан кучерявий, що гніздиться на узбережжі в західній низинній області країни, великі орли (орлан-білохвіст, орел-могильник та беркут), з якими за однією з гіпотез пов'язують походження назви країни алб. Shqiperia=Країна орлів.
Понад 70 видів водоплавних птахів зупиняються в Албанії під час міграцій або на зимівлю, а загальна кількість мігрантів перевищує 250 видів. Країна знаходиться на важливому адріатичному міграційному шляху, у її межах виділено 16 важливих орнітологічних територій загальною площею більш як 140 тисяч га. Утім, низка цих територій не захищені на державному рівні, а нелегальне полювання призводить до загибелі чималої кількості птахів.
Серед морських птахів 2 види буревісникових, 2 види бакланових, 14 мартинових та 4 качкових.

### Плазуни

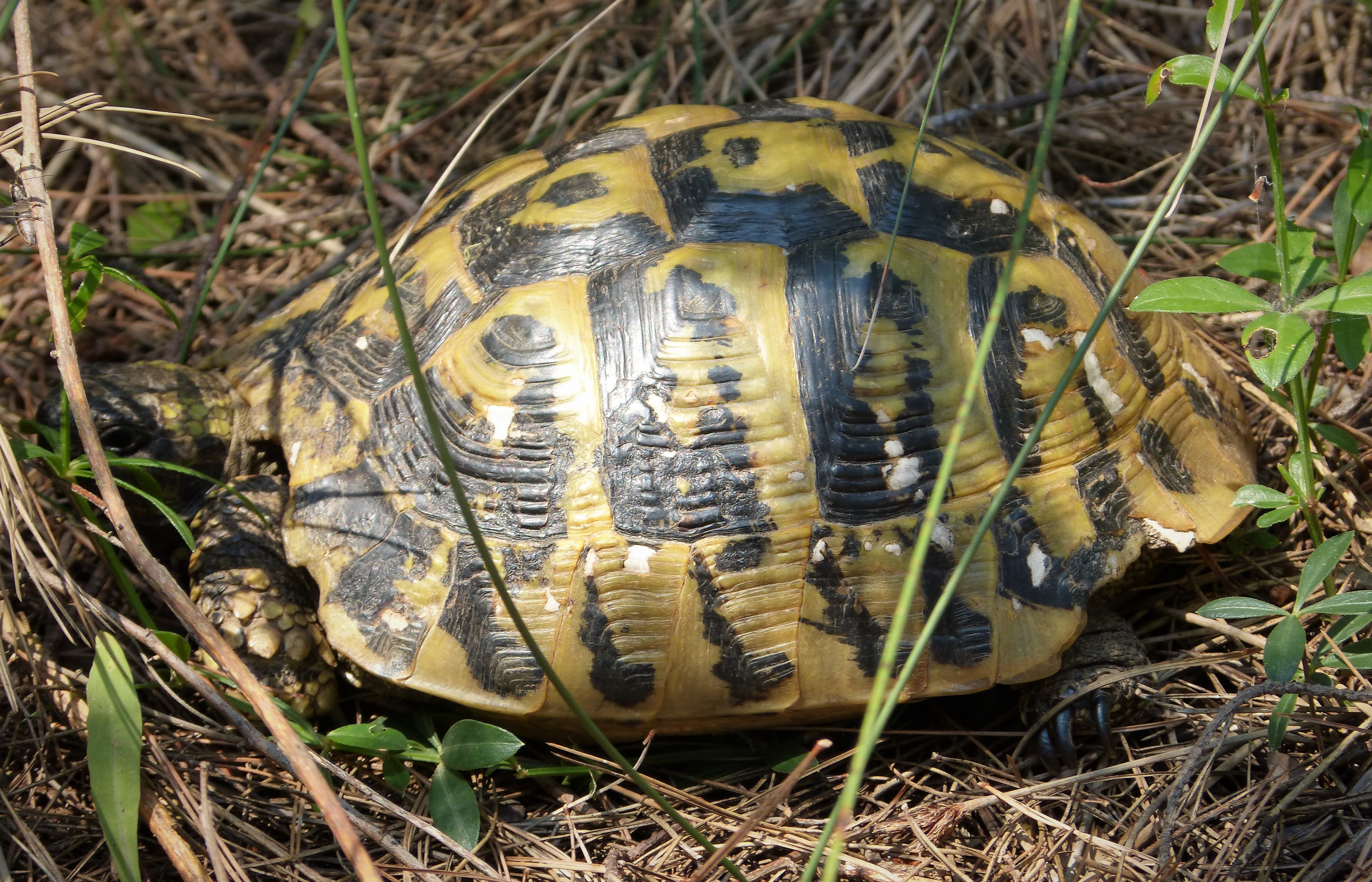
Черепаха Германа, один з найпоширеніших в Албанії вид рептилій

Також у країні мешкають приблизно 46 видів рептилій, що значно більше, ніж у багатьох інших країнах Європи. Більшість видів є наземними, а 4 види — морські черепахи, що трапляються у територіальних водах Албанії та зрідка відкладають яйця на березі: шкіряста черепаха, зелена черепаха, довгоголова морська черепаха, бісса. Зокрема Дринська затока на півночі країни є важливим місцем живлення адріатичної популяції довгоголової морської черепахи. Серед наземних плазунів відомо 5 видів черепах, 17 видів змій, 18 ящірок.

### Амфібії

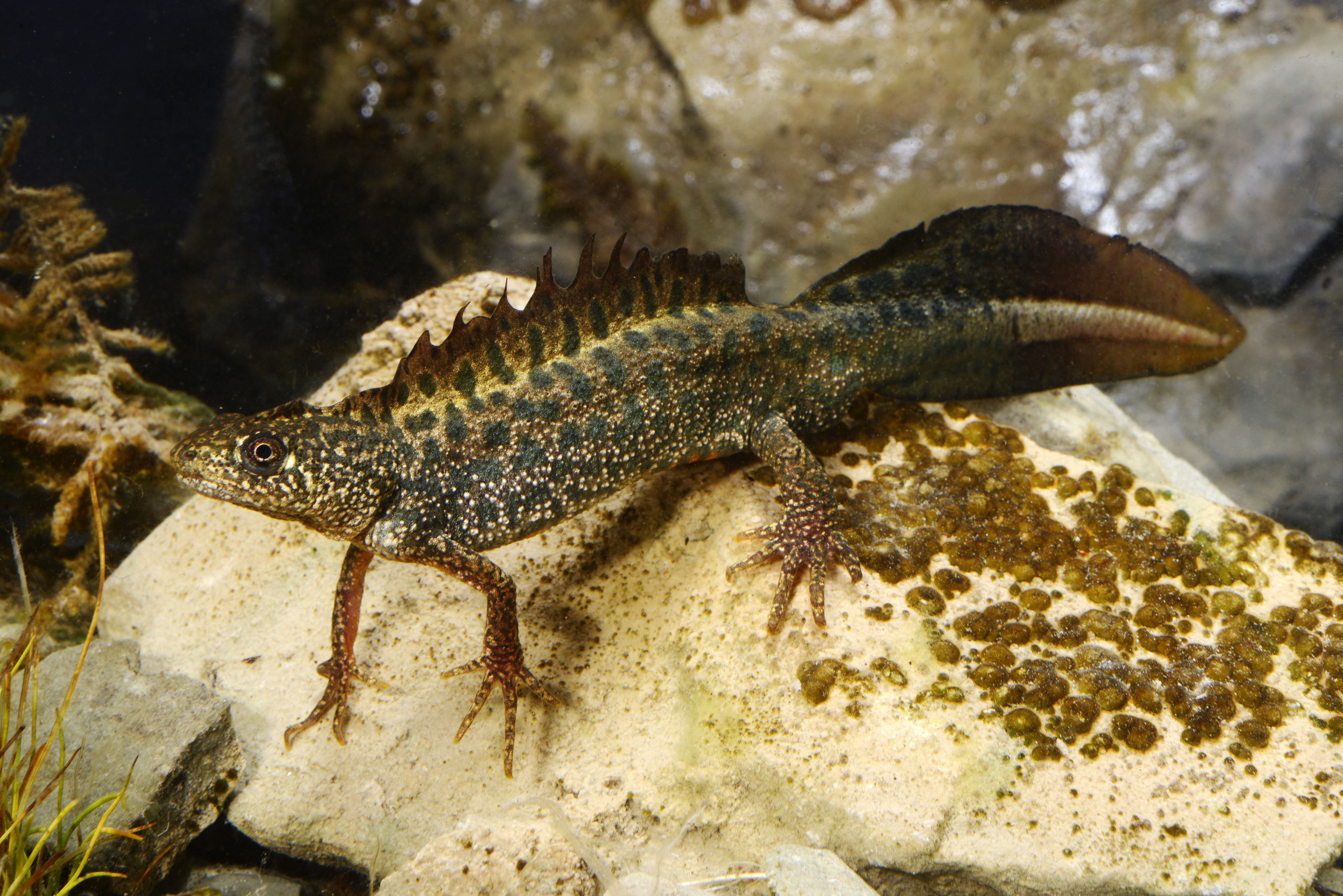
Тритон Triturus macedonicus, поширений у Албанії та сусідніх балканських країнах

В Албанії також відомо 16 видів амфібій. Поблизу прісних водойм тримаються 3 види роду зелена жаба (зокрема Pelophylax kurtmuelleri, Pelophylax epeiroticus та Pelophylax shqipericus) та кумка жовточерева. Натомість ропухи звичайна, зелена, Bufo variabilis, райка Hyla arborea, жаба Rana dalmatina, тритони Triturus macedonicus та Lissotriton graecus поза сезоном розмноження відходять досить далеко від води та є доволі поширеними. Ichthyosaura alpestris, Rana temporaria та Salamandra atra мешкають виключно в гірському поясі. Відносно поширеними видами в країні є Rana graeca та Salamandra salamandra; часничниця сирійська виявлена лише на південному сході країни, на межі свого ареалу. В албанських амфібій відомі випадки мікозу, спричиненого грибом Batrachochytrium dendrobatidis, але реальна поширеність захворювання невідома.

### Риби

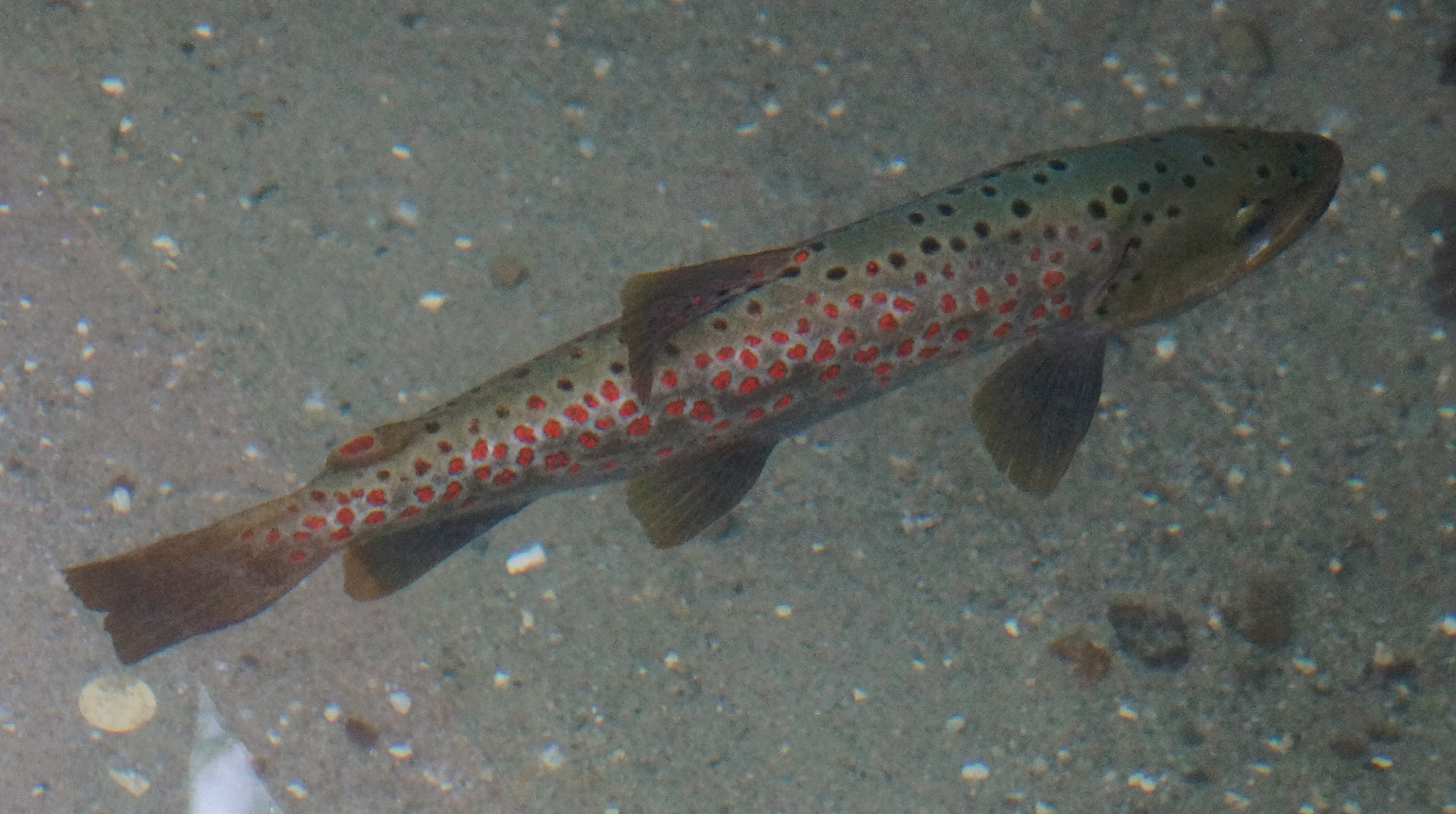
Пструг охридський на рибній фермі поблизу Поградеца

У прісноводних водоймах Албанії відомо понад 70 видів кісткових риб, з яких принаймні 18 є інвазійними. У річках мешкає єдиний вид міногових — мінога річкова, а ще один вид, мінога морська — у прибережних водах. У територіальних водах Албанії описано принаймні 250 видів морських риб. У районі Саранди на півдні країни ведеться активна риболовля промислових барабулі смугастої та хека європейського.
Хрящові риби албанської акваторії слабко досліджені. Для її Адріатичної частини різними авторами наводиться близько 30 видів акул, серед яких велика біла акула, оселедцева акула атлантична, акула-мако тощо, всі з яких трапляються досить рідко на початку XXI століття.

### Рідкісні види
274 види хребетних було внесено до регіонального червоного списку Албанії 2013 року.
У першій національній доповіді щодо біорізноманіття серед хребетних тварин Албанії (1999), що перебувають у критичній небезпеці у всьому світі, виділено по одному виду ссавців, птахів та риб. Біля скелястих берегів півострова Карабурун (а ще в 1980-х — у лагунах Караваста та Бутрінт) зрідка спостерігали тюленя-монаха, який зник у більшій частині Середземного та Чорного морів, де ще на початку XX століття був відносно численним. У прибережних низинних болотах ще в середині XX століття зустрічався птах кульон тонкодзьобий, який, імовірно, зник у країні. В Адріатичному морі зрідка трапляється осетер європейський, який заходить на нерест до річок Дрин та Буна. У доповіді щодо біорізноманіття, підготованої експертами США 2003 року, серед видів, що перебувають під загрозою зникнення глобально, названо 21 вид ссавців, 18 видів птахів, 4 види плазунів, 2 види земноводних та 28 видів риб.

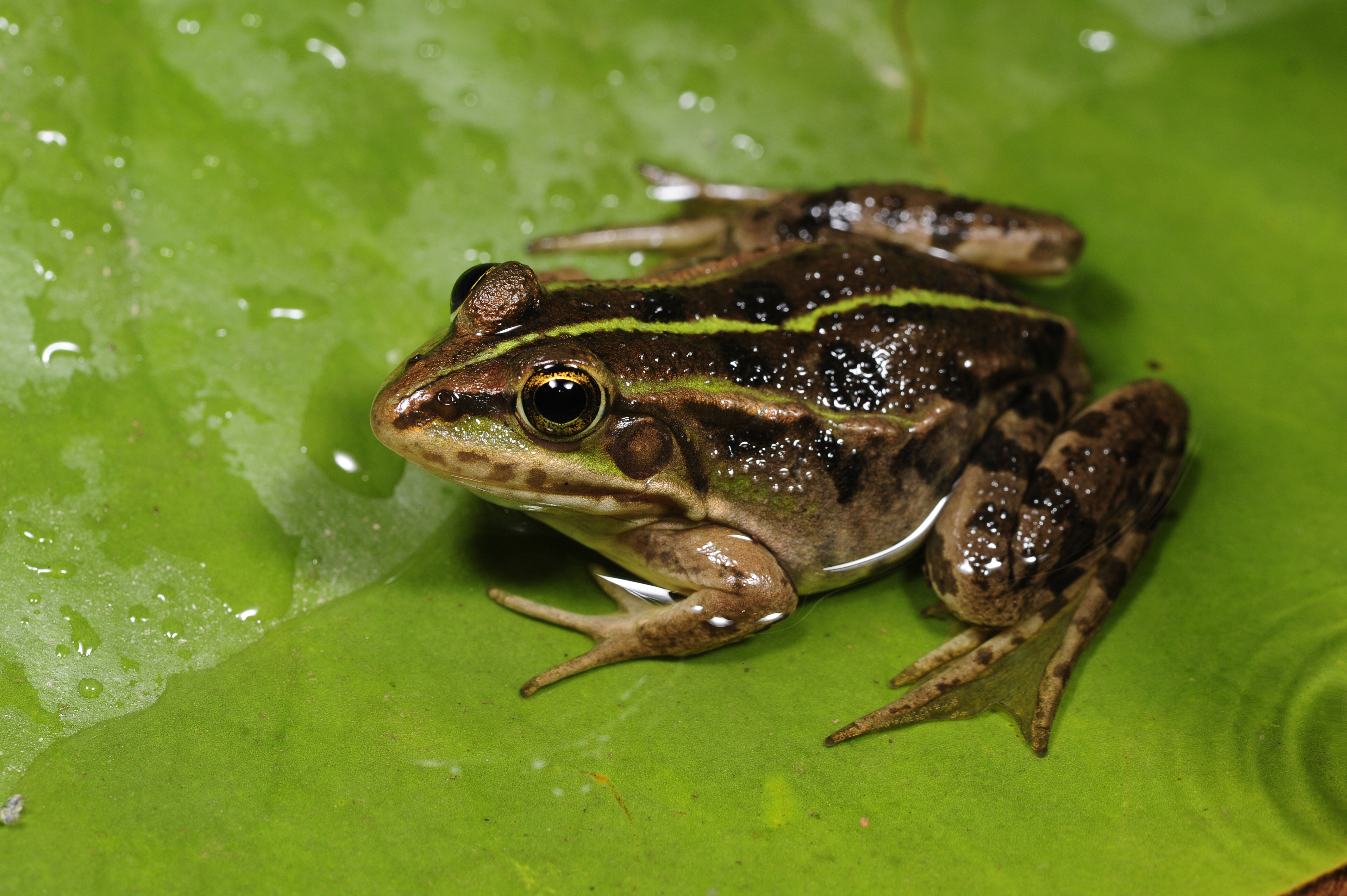
Албанська жаба, що мешкає майже виключно на заході Албанії

Під загрозою зникнення перебувають також шкіряста черепаха — середземноморський вид, що інколи з'являється поблизу албанського морського узбережжя — та албанська жаба Pelophylax shqipericus.
Популяції великих хижих ссавців Албанії — бурого ведмедя, рисі євразійської та вовка — знижувалися впродовж XX століття. Кількість ведмедів впала з майже 700 у 1960-х роках до 250 на початку 2000-х років. Популяція вовка пережила велике зменшення в 1960-ті — 1980-ті роки, але надалі стабілізувалася на кількості приблизно 1100—1200 особин. У найбільш непевному стані перебуває популяція рисі, яка досягла свого мінімуму (17 особин) 1995 року, тоді як у 1960-ті роки в країні було майже 60 особин.

## Безхребетні

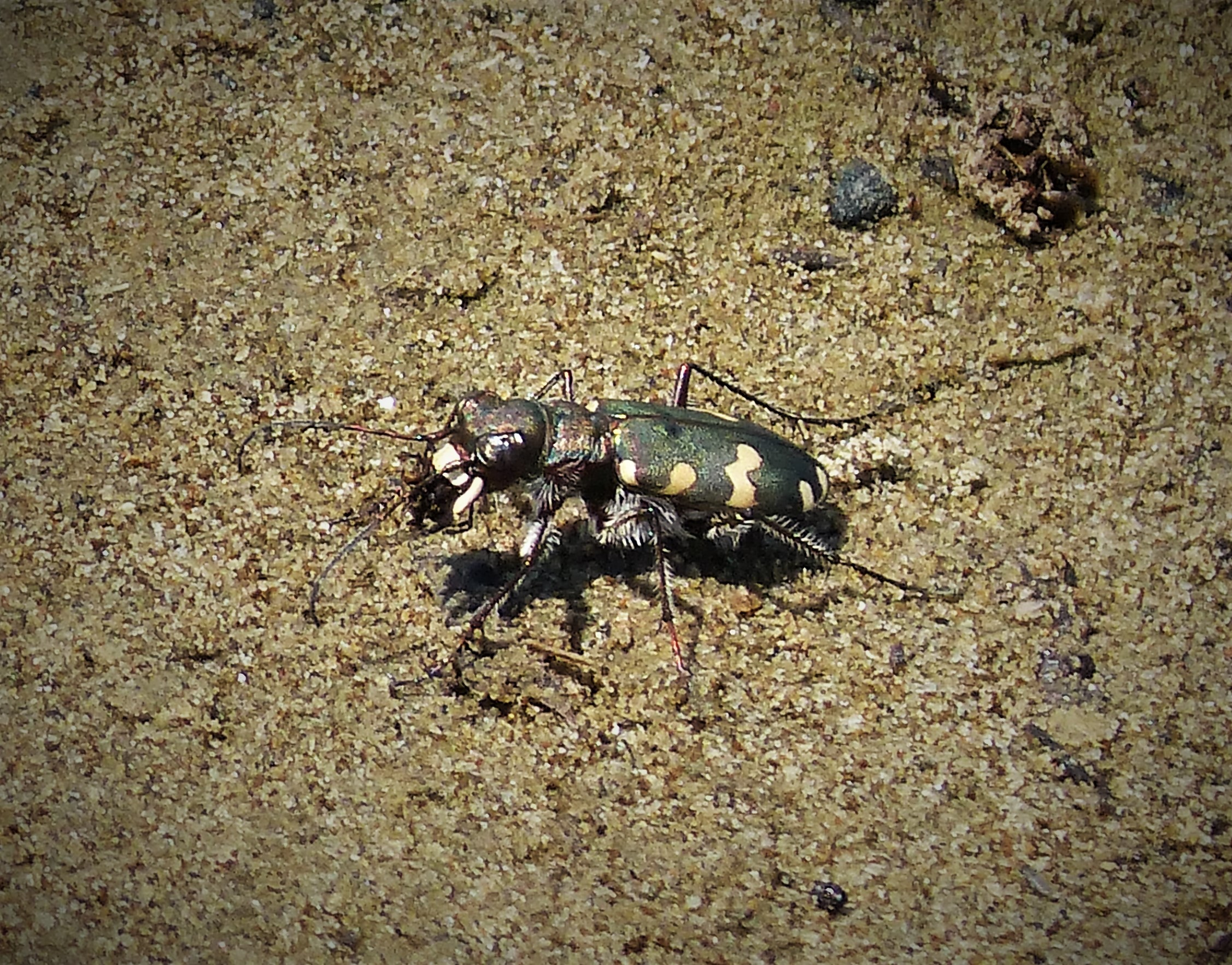
Жук-стрибун підвиду Cicindela hybrida albanica в Національному парку Дів'яке-Караваста

Дослідження початку XXI століття виявили чималу кількість нових для країни видів комах, але ці дослідження все ще недостатні. Деякі групи лишаються одними з найменш дослідженими в Європі. Виявлене різноманіття комах оцінюється в 4 тисячі видів, при цьому ймовірно, що їх може бути знайдено до 14 тисяч видів. Зокрема було виявлено 8 видів богомолів Албанії, 187 видів денних метеликів, 55 видів бабок, 14 видів мурашиних левів. Лише на півдні країни знайдено 87 видів прямокрилих. За кількістю таксонів жуків-турунів Албанія посідає перше місце на Балканах — їх близько 500 видів, а скарабеоїдних жуків знайдено принаймні 201 вид. Волохокрильців у країні виявлено понад 50 видів
Серед павукоподібних знайдено не менше 335 видів павуків, приблизно 30 видів косариків, 18 видів кліщів інфраряду Uropodina (Mesostigmata), 111 видів панцирних кліщів.
Також у країні виявлено приблизно 400 видів наземних і прісноводних молюсків, майже половина з яких є вузькими ендеміками. Дослідники резонно припускають, що число виявлених видів молюсків може зрости в найближчі роки. На території Албанії трапляється 30 видів дощових червів.

### Рідкісні види
У доповіді щодо біорізноманіття, підготованої експертами США 2003 року, названо 12 видів безхребетних, що перебувають під загрозою глобально. Серед рідкісних видів безхребетних, занесених до Червоної книги Албанії 1995 року — стрілка Меркурія, аполлон, синявець Аріон, Lycaena ottomanus, медична п'явка, синявець Алькон. До регіонального червоного списку Албанії 2013 року було внесено 297 видів безхребетних..
Серед рідкісних видів комах у країні відмічені златка блискуча, вусач дубовий великий західний, морімус блакитний, розалія альпійська, Osmoderma eremita, Carabus intricatus, дибка степова.

## Ендемічні види
Албанія вважається однією із зон з високим рівнем біорізноманіття в Європі. Складний рельєф сприяє географічній ізоляції популяцій та утворенню нових видів з малим ареалом. Велика кількість внутрішніх прісноводних водойм також підвищує кількість ендемічних видів.

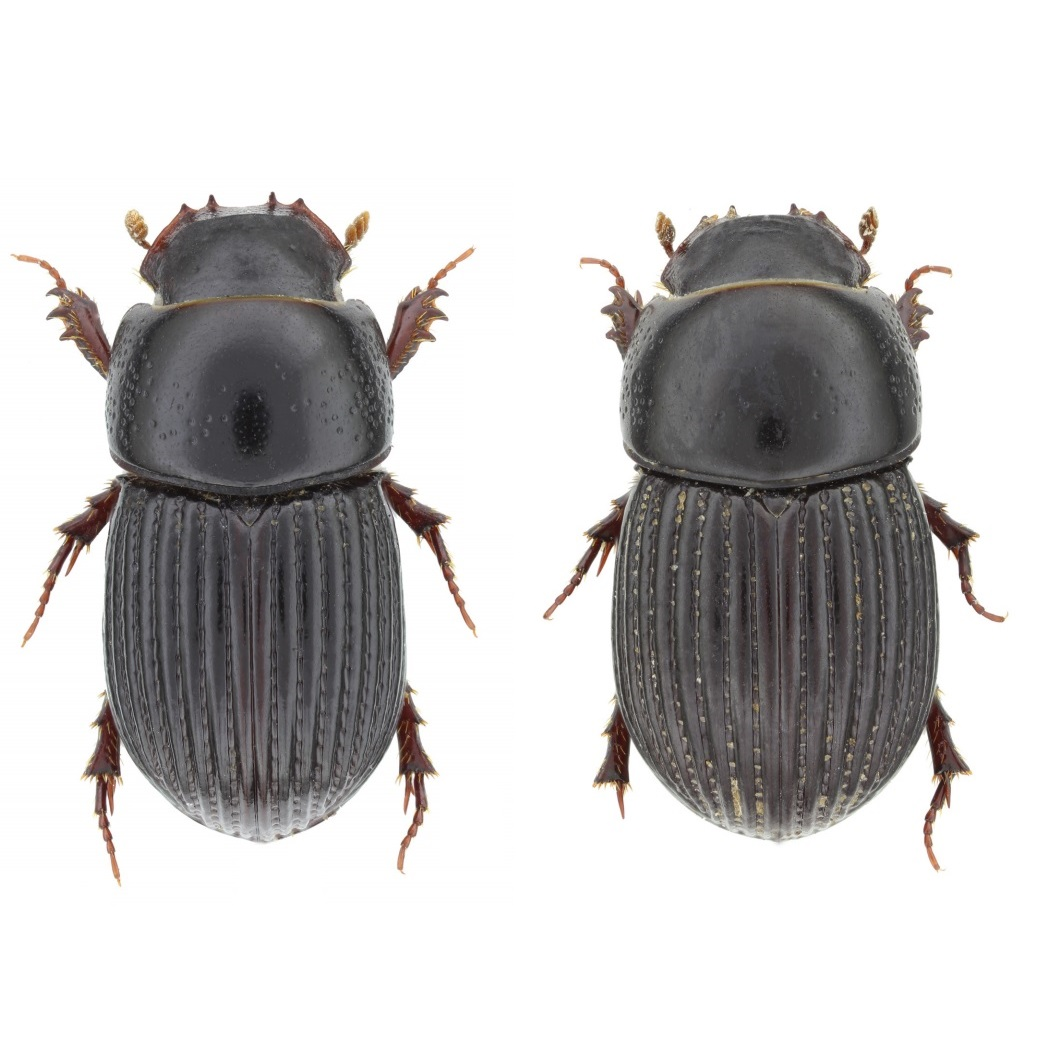
Гнойовик Ahermodontus bischoffi (ліворуч самець, праворуч самиця) виявлений у країні вдруге 2018 року

Серед прісноводних риб відомо 2 ендеміки з роду бистрянка (Alburnoides): A. fangfangae та А. devolli..  У озері Охрид мешкають ендемічні пструги Salmo ohridanus та пструг охридський.
Серед амфібій нема повних ендеміків, але є види, що поширені лише в західних Балканах, зокрема жаби Pelophylax epeiroticus, Pelophylax shqipericus, Rana graeca та тритони Triturus macedonicus і Lissotriton graecus.
Найбільше ендеміків виявлено серед комах. Особливу групу складають жуки печер: Ceuthophyes enormis, Albanotrechus beroni, Dalmatoreicheia maderi, Albanodirus trezziii, Pseudamaurops albanicus, Pseudamaurops muellerianus. Серед інших комах гнойовик Ahermodontus bischoffi, вусачі Dorcadion albanicum та Vadonia albanica, ковалик Dima moraveci, довгоносики Sciaphobus angustus та Sciaphobus globipennis, веснянка Isoperla vjosae, міль Kessleria mixta, саранові Peripodisma ceraunii та Peripodisma llofizii, цвіркун-трубачик Uromenus dyrrhachiacus.

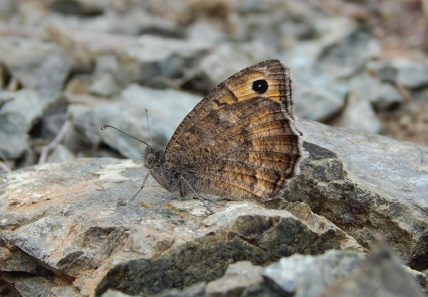
Рідкісний метелик Pseudochazara amymone у селі Бобоштіце поблизу Корчі

Також зниклий повсюдно метелик Pseudochazara amymone міг зберегтися лише в Албанії. Приблизно третина всіх видів жуків турунів Албанії (понад 160 видів) трапляються тільки в цій країні.
Інші групи членистоногих також містять низку ендемічних видів. Скорпіон Euscorpius beroni відомий лише у Північній Албанії. Серед ендемічних павуків Harpactea albanica та Liocranoeca vjosensis, серед косариків — Megabunus pifkoi. Відомі також двопаронога багатоніжка Typhloiulus beroni, ракоподібне Albanogammarus inguscioi.
Чимало ендеміків (майже 200) серед наземних черевоногих молюсків, зокрема Cochlostoma lanatum, Bythiospeum gittenbergeri, Gyralina nopcsai, Paladilhiopsis prekalensis, Spelaeodiscus virpazarioides, Albinaria delvinensis, Pseudamnicola krumensis, Helicigona zebiana. Відомі ендемічні дощові черви Octodrilus albanicus та Eisenia muranyii.

## Інвазійні види
До інвазійних видів належать тварини, які розширюють свій ареал з сусідніх країн або переносяться людиною. Станом на 2018 рік у країні було зафіксовано 47 інвазійних видів, більшість з яких — комахи (21 вид) і риби (18 видів). Серед інших: п'ять видів ссавців, два види десятиногих раків, по одному виду молюсків і нематод.
Зокрема, інвазійними є риби гамбузія та білий амур, які спеціально інтродуковані людиною та витісняють місцевих риб. Інтродуковані також ссавці: нутрія, миша хатня, пацюк сірий та пацюк чорний. Натомість шакал звичайний розширює свій ареал з 1970-х років, займаючи місцевості, де знищено вовків. Серед випадково інтродукованих у 2010-х роках комах — деревний богомол закавказький, що розширює свій ареал.

## Охорона фауни

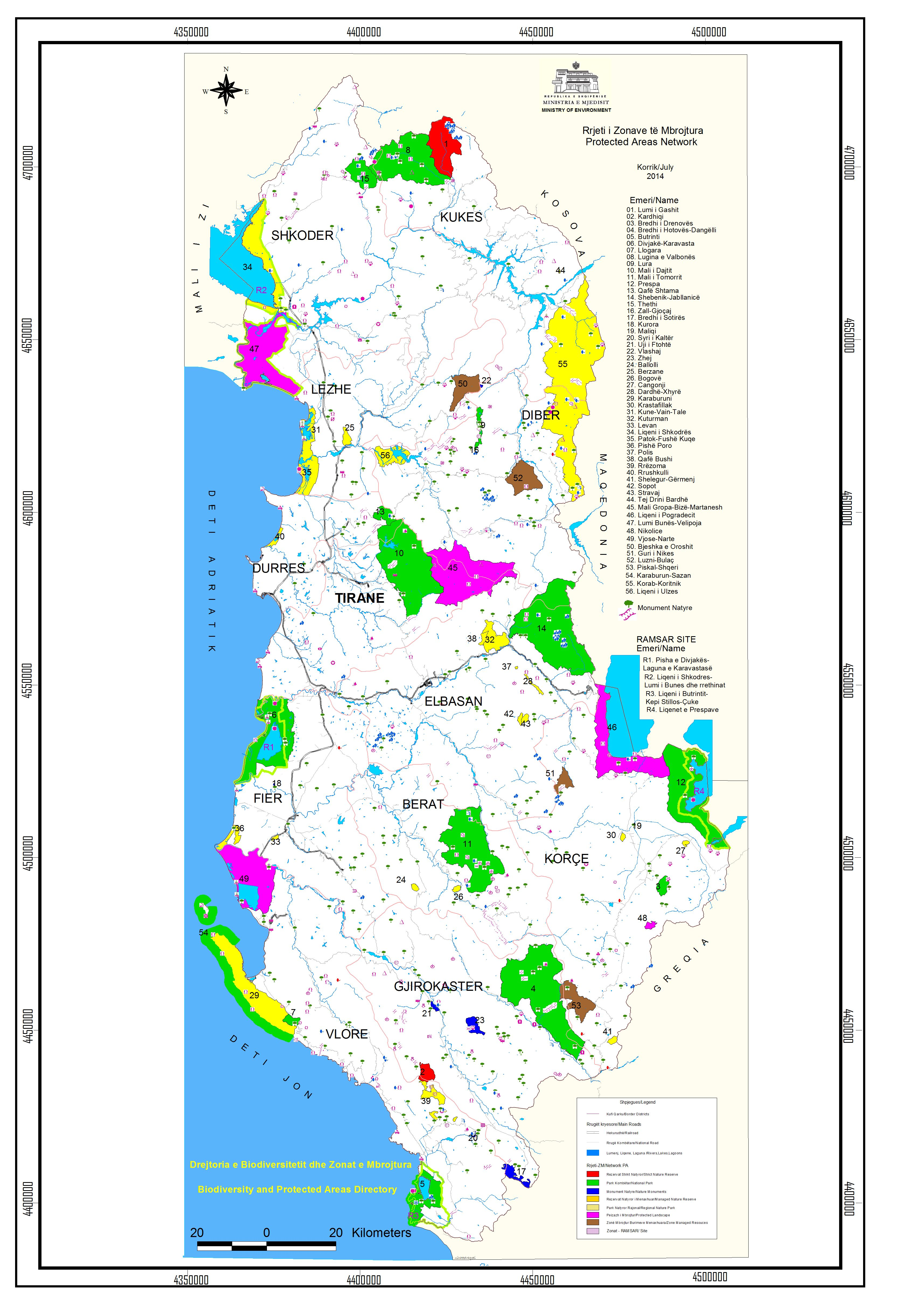
Природоохоронні території Албанії

Охорона тваринного світу здійснюється шляхом створення та розширення заповідних територій на територіях з особливо цінною фауною та ландшафтами. Зокрема в Албанії створено 14 національних парків, декілька заповідників, регіональних парків, заказників, пам'яток природи. У національному парку Дів'яке-Караваста охороняється пелікан кучерявий та інші коловодні птахи, в національному парку Теті охороняється популяція рисі тощо. Особливий статус має національний морський парк Карабурун-Сазан, де під захистом перебуває морська фауна, зокрема дельфіни та інші китоподібні. Загальна площа природоохоронних територій до 2019 року досягла 16,61 % від усієї площі країни.
Також здійснюються заходи щодо обмеження полювання й за межами природоохоронних територій. З 1990 року по всій країні діє заборона полювання на ведмедів, з 1994 року — на рись, також із 1994 року обмежено полювання на вовків. На 2014—2021 роки в Албанії було повністю заборонено полювання. Утім заборони часто порушуються навіть у національних парках. Так у нацпарку Ллогара ще в кінці 1990-х — на початку 2000-х на ссавців та птахів полювали представники місцевих кримінальних кіл та багаті іноземці, а також існує нелегальне полювання на птахів під час зимових міграцій.
Окрім обмежувальних заходів Національна агенція охоронних територій Албанії та громадські організації здійснюють просвітницьку роботу задля демонстрації необхідності захисту тварин. Албанське орнітологічне товариство регулярно проводить обліки коловодних птахів на зимівлі та публікує результати з метою захисту птахів-мігрантів. Також з просвітницькою метою щороку 10 травня в національному парку Дів'яке-Караваста відзначають День пелікана, привертаючи увагу співгромадян до захисту цього птаха.
Червона книга Албанії видана 1995 року, наступне видання — 2008 року. Загалом до регіонального червоного списку Албанії 2013 року було внесено 571 вид тварин.

## Викопна фауна

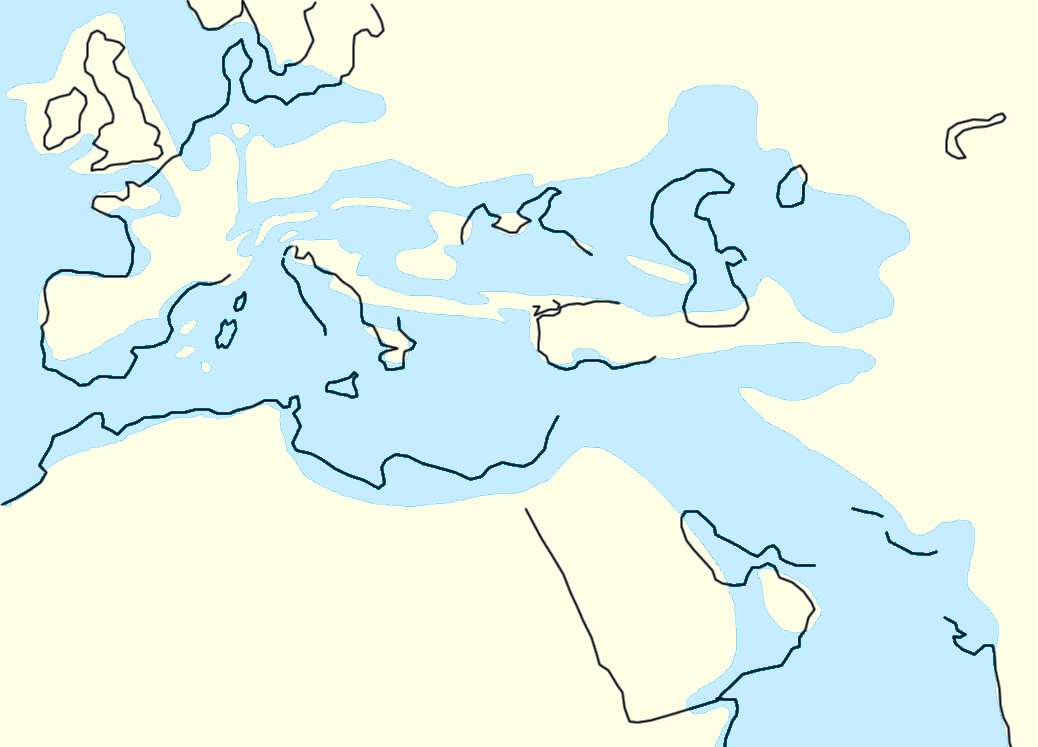
Океан Тетіс у рюпельському (нижньому) ярусі олігоцену. Більшу частину сучасної території Албанії вкривало море

Територія Албанії впродовж палеозойської, мезозойської та більшості кайнозойської ер являла собою океанічну кору, а її гори переважно складені морськими мезозойськими осадовими породами. Серед палеозойських знахідок на території країни відомі силурійські граптоліти, конодонти. Мезозойські офіоліти басейну океану Тетіс багаті на радіолярій , широко представлені й олігоценові форамініфери. У мезозойських відкладах чимало молюсків.
Викопні наземні тварини відомі з міоцену. Знахідки міоценових та пліоценових ссавців з території Албанії вкрай нечисленні, зокрема дрібні гризуни взагалі невідомі, попри наявність багатьох знахідок з територій сусідніх балканських країн. Серед знахідок викопний їжатець, викопний благородний олень та плейстоценовий макака лісовий.

## Історія досліджень

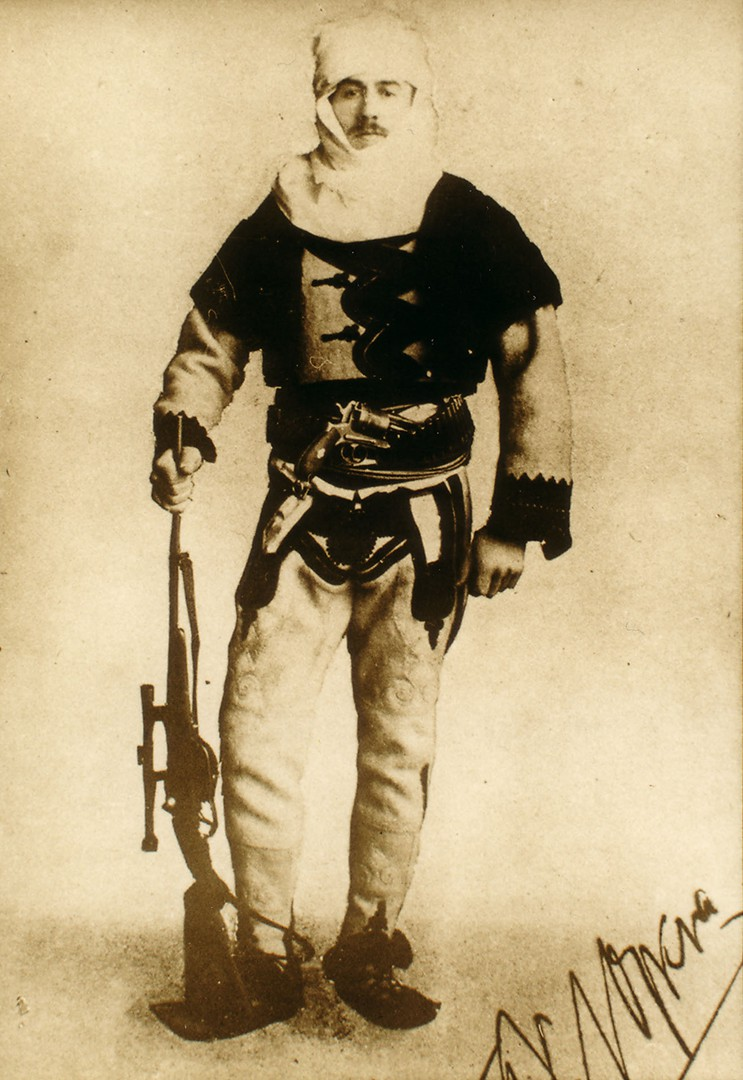
Піонер дослідження Албанської фауни — барон Ференц Нопча в албанському одязі (1915)

Територія Албанії до кінця XIX століття перебувала у складі Османської імперії, була важкодоступна для європейських науковців. Лише в 1900-х роках перші зоологи, переважно австро-угорські, потрапили до країни. Вивчаючи фауну частин Балканського півострова, що належали Австро-Угорщині, дослідники порівнювали з ними тваринний світ Албанії. Піонером досліджень був барон Ференц Нопча, який працював у північній Албанії у 1903—1916 роках. 1914 року в герпетологічній експедиції в країні працював австрійський зоолог Фелікс Копштейн. Три важливі експедиції здійснив угорець Ерно Чикі у 1917—1919 роках на зайнятій австро-угорськими військами під час Першої світової війни території північно-східної Албанії. Після розпаду імперії угорці й надалі працювали в країні, було створено Балканський інститут, який зокрема організовував і зоологічні експедиції. Основні результати були видані в двох збірках 1923 та 1940 років під редакцією ентомолога Ерно Чикі та географа Пала Телекі. Чималі колекції албанської фауни зберігаються в Угорському науково-природничому музеї. Різноманіття птахів у 1930-ті роки досліджували британські й американські зоологи, зокрема Г'ю Вістлер, Патрик Бакстон, Волтер Тодд.
Після Другої світової війни й до 1990-х років іноземців практично не пускали до країни. Деяка співпраця відбувалася з радянськими науковцями щодо дослідження іхтіофауни. 1960 року відбулися 2 короткі експедиції: румунська Імре Локші вивчала ґрунтових безхребетних та угорська на чолі з Яношем Медьєрі (угор. Megyeri János), що досліджувала прісноводних тварин.
Албанія знову стала доступною для іноземних дослідників у 1990-х роках, але через політичну нестабільність регулярні дослідження стали можливі лише у 2000-х роках. Чимало експедицій до Албанії здійснили угорські зоологи. Також албанську фауну вивчали науковці сусідніх Італії, Греції, Північної Македонії. Через складну історію за багатьма групами тварин, зокрема рептиліями, комахами, фауна Албанії лишається найменш дослідженою на Балканах і однією з найменш досліджених у Європі.
2015 року, за сприяння міжнародних природоохоронних організацій, розпочалося створення Національної мережі біорізноманіття Албанії (англ. Biodiversity National Network of Albania (BioNNA)), інтернетної бази даних, що збирає первинну інформацію про види рослин і тварин. Станом на 2018 рік ця база містила понад 11 тисяч записів про 637 видів, до того ж, наприклад, комахи в ній представлені дуже мало через нестачу місцевих ентомологів.